# 罗氏蓝花参
罗氏蓝花参（学名：Wahlenbergia roxburghii）是桔梗科蓝花参属一种已灭绝的植物。它们是南大西洋圣赫勒拿岛的特有种。最后一次可信的发现记录是于1872年。